# Акшенас
Акшенас — река в России, протекает по территории Иссинского района Пензенской области, Рузаевского района и городского округа Саранск Мордовии. Устье реки находится в 0,3 км по левому берегу реки Карнай. Длина реки составляет 26 км, площадь водосборного бассейна 124 км².
Исток реки в Иссинском районе Пензенской области близ границы с Мордовией западнее деревни Любятино и в 12 км северо-восточнее посёлка Исса. Исток лежит на водоразделе Суры и Оки, неподалёку от Ашкенаса берёт начало Исса. Течёт на северо-восток, затем поворачивает на север. Вскоре после истока перетекает в Мордовию. На реке расположены деревни Алексино, Аргамаково, Акшенас (Рузаевский район Мордовии). В нижнем течении течёт по территории городского округа Саранск, где впадает Карнай всего в 300 метрах от впадения самого Карная в Инсар.

## Данные водного реестра
По данным государственного водного реестра России относится к Верхневолжскому бассейновому округу, водохозяйственный участок реки — Алатырь от истока и до устья, речной подбассейн реки — Сура. Речной бассейн реки — (Верхняя) Волга до Куйбышевского водохранилища (без бассейна Оки).
По данным геоинформационной системы водохозяйственного районирования территории РФ, подготовленной Федеральным агентством водных ресурсов:
- Код водного объекта в государственном водном реестре — 08010500212110000038352
- Код по гидрологической изученности (ГИ) — 110003835
- Код бассейна — 08.01.05.002
- Номер тома по ГИ — 10
- Выпуск по ГИ — 0